# مارجوری کینان راولینگز
مارجوری کینان راولینگز (به انگلیسی: Marjorie Kinnan Rawlings) (زاده ۸ اوت ۱۸۹۶ - درگذشته ۱۴ دسامبر ۱۹۵۳) مؤلف آمریکایی بود که برنده جایزه پولیتزر برای داستان در سال ۱۹۳۹ شد
راولینگز، ۸ اوت ۱۸۹۶ در واشینگتن به دنیا آمد. بیشتر شهرت وی برای استفاده از فضاهای روستایی و خلق قصه‌های ساده و تأثیرگذاری است. از سال ۱۹۱۲ تا ۱۹۴۹، ۳۳ داستان کوتاه منتشر کرد، از نویسندگانی همچون ارنست همینگوی، اسکات فیتزجرالد، مارگارت میچل و مکسول در نوشته‌هایش بسیار تأثیر گرفت. نخستین رمان وی سال ۱۹۳۳ منتشر شد. سپس «سیب‌های طلایی» را سال ۱۹۳۵ به چاپ رساند. انتشار کتاب «یک ساله» شهرت ادبی بسیاری را برایش به ارمغان آورد و جایزه پولیتزر ادبی سال ۱۹۳۹ را به خود اختصاص داد. او در سال ۱۹۴۲ «وسط نهر» و آخرین رمانش با عنوان «ساکن موقتی» را سال ۱۹۵۳ منتشر کرد. وی ۱۴ دسامبر ۱۹۵۳ درگذشت.